# Liga Nacional de Básquet 2019-20
La temporada 2019-2020 de la Liga Nacional de Básquet de la Argentina, fue la trigésima sexta edición de la máxima competencia argentina en dicho deporte. Inició el 9 de noviembre de 2019 con el partido inaugural entre el ascendido Platense y el campeón defensor San Lorenzo de Buenos Aires, y se programó que termine el 20 de junio de 2020.
Respecto de la temporada pasada, el descendido Quilmes fue reemplazado por el campeón de la pasada Liga Argentina Platense, que debuta en la máxima división nacional.
Por el nuevo calendario de FIBA, la temporada tuvo varios "parates" coincidentes con las ventanas de FIBA para la clasificación a la AmeriCup y un formato de 38 partidos por equipo en la fase regular. Además se disputó el torneo oficial de pretemporada Torneo Súper 20. Otra novedad es la modificación del formato de los play-offs, los equipos ubicados del primero al octavo al final de la fase regular disputarán el título, mientras que los ubicados del noveno al décimo sexto disputan una liguilla de play-offs por la clasificación a la Liga Sudamericana y al Torneo InterLigas, junto con aquellos que queden eliminados de la eliminatoria por el campeonato.
Durante esta temporada y a razón del brote de coronavirus la AdC decidió que, desde el 12 de marzo, los partidos se jueguen a "puertas cerradas", sin ingreso del público. Además se creó un comité de crisis junto con la CABB. El 14 de marzo la temporada se dio por suspendida temporalmente, hasta el 30 de marzo, día que se evaluará como continuar. El 20 de marzo la organización decidió suspender la competencia por 30 días más posteriores al 31 de marzo, postergando así la temporada hasta el mes de mayo. El 3 de junio se comunicó que la fase regular de la liga se daba por concluida y se avanzaría con los play-offs por el título entre los ocho mejores equipos que el certamen presentaba hasta ese momento. También se dispuso suspender el descenso. Con este nuevo esquema se pretende terminar la temporada en la primera quincena de agosto.
Finalmente, el 17 de junio de 2020 se dio por finalizada la temporada. Tras presentar ante las autoridades nacionales el Comité de Crisis de la AdC y la CABB comunicó que de común acuerdo se resolvió finalizar la temporada, sin campeón ni descensos.

La prioridad en estos meses de gestión fue la salud de todos los participantes de la Liga Nacional y atender las sugerencias de los equipos profesionales. Desde el Comité de Crisis AdC - CABB le queremos agradecer al Ministro de Turismo y Deportes, Matias Lammens. En nombre de la Mesa Ejecutiva de AdC, le quiero dar las gracias a todos los clubes por el esfuerzo realizado. Lamentablemente no tenemos certezas para ampliar la espera y las sugerencias del Ministerio de Salud son claras. Por eso ya empezamos a trabajar para diseñar la próxima temporada.
Gerardo Montenegro, presidente de la AdC en ese momento.

## Equipos participantes
| Pos. | Descendidos de la LNB 2018-2019 |
| ---- | ------------------------------- |
| 20.° | Quilmes                         |

| Pos. | Ascendidos de la Liga Argentina 2018-2019 |
| ---- | ----------------------------------------- |
| 1.º  | Platense                                  |

| Región                    | Cantidad |
| ------------------------- | -------- |
| Provincia de Buenos Aires | 4        |
| Capital Federal           | 4        |
| Corrientes                | 3        |
| Santiago del Estero       | 2        |
| Córdoba                   | 2        |
| Chubut                    | 1        |
| Entre Ríos                | 1        |
| Formosa                   | 1        |
| Santa Cruz                | 1        |
| Santa Fe                  | 1        |

| Club                   | Ciudad              | Entrenador                     | Estadio                                | Capacidad |
| ---------------------- | ------------------- | ------------------------------ | -------------------------------------- | --------- |
| Argentino              | Junín               | Matías Huarte                  | El Fortín de las Morochas              | 1500      |
| Atenas                 | Córdoba             | Osvaldo Arduh                  | Polideportivo Carlos Cerutti           | 3424      |
| Boca Juniors           | Buenos Aires        | Guillermo Narvarte             | Microestadio Luis Conde                | 2000      |
| Ciclista Olímpico      | La Banda            | Leonardo Gutiérrez             | Vicente Rosales                        | 3400      |
| Comunicaciones         | Mercedes            | Ariel Rearte                   | Estadio de Comunicaciones              | 3500      |
| Estudiantes Concordia  | Concordia           | Eduardo Jápez                  | El Gigante Verde                       | 1610      |
| Ferro Carril Oeste     | Buenos Aires        | Hernán Laginestra              | Estadio Héctor Etchart                 | 3500      |
| Gimnasia y Esgrima     | Comodoro Rivadavia  | Martín Villagrán               | Estadio Socios Fundadores              | 1453      |
| Hispano Americano      | Río Gallegos        | Javier Bianchelli              | Gimnasio Municipal Juan Bautista Rocha | 500       |
| Instituto              | Córdoba             | Sebastián Ginóbili             | Gimnasio Ángel Sandrin                 | 2000      |
| La Unión de Formosa    | Formosa             | Daniel Cano                    | Estadio Cincuentenario                 | 4500      |
| Libertad               | Sunchales           | Sebastián Saborido             | El Hogar de los Tigres                 | 4000      |
| Obras Basket           | Buenos Aires        | Gregorio Martínez              | Estadio Obras Sanitarias               | 3000      |
| Peñarol                | Mar del Plata       | Gabriel Piccatto               | Polideportivo Islas Malvinas           | 8000      |
| Platense               | Florida             | Alejandro González             | Estadio Obras Sanitarias               | 3000      |
| Quimsa                 | Santiago del Estero | Sebastián González             | Ciudad                                 | 5000      |
| Regatas Corrientes     | Corrientes          | Lucas Victoriano               | José Jorge Contte                      | 3400      |
| San Lorenzo de Almagro | Buenos Aires        | Facundo Müller                 | Polideportivo Roberto Pando            | 2200      |
| San Martín             | Corrientes          | Diego Vadell                   | El Fortín Rojinegro                    | 2500      |
| Weber Bahía            | Bahía Blanca        | José Luis Pisani y Martín Luis | Dow Center                             | 4000      |

1. ↑  Hispano Americano utiliza en la máxima división categoría el Gimnasio Municipal Juan Bautista Rocha. Su estadio es el Estadio Tito Wilson, con capacidad para 500 espectadores.
2. ↑  Platense utiliza en la máxima división categoría el Estadio de Obras Sanitarias. Su estadio es el Microestadio Ciudad de Vicente López, con capacidad para 800 espectadores.

Cambios de entrenador
| Club             | Entrenador saliente | Fecha         | Entrenador entrante | Fecha         |
| ---------------- | ------------------- | ------------- | ------------------- | ------------- |
| San Lorenzo (BA) | Facundo Müller      | 4 de enero    | Néstor "Ché" García | 4 de enero    |
| Peñarol          | Gabriel Piccatto    | 17 de febrero | Carlos Romano       | 20 de febrero |

## Formato de competencia

### Formato original, previo a la pandemia
El nuevo formato de La Liga consta de dos fases, la fase regular y los play-offs.
Fase regular: se enfrentan todos los equipos dos veces, una vez como local y otra vez como visitante, logrando 2 puntos aquel que gane el partido y 1 punto aquel que pierda. A los 20 equipos se los ordena en una única tabla del mejor al peor (primero al vigésimo) según la cantidad de puntos obtenidos. Los ocho mejores avanzan a los play-offs por el campeonato, los ubicados del noveno al decimosexto disputan una liguilla por el acceso a las competencias internacionales, los equipos ubicados 17.° y 18.° dejan de participar, y los dos últimos definen el descenso.
Play-offs:
Permanencia: los equipos ubicados 19.° y 20.° definen en una serie al mejor de cinco partidos quien desciende. La serie se juega con formato 2-2-1, siendo local el equipo ubicado 19.° en los primeros dos partidos y en el eventual último encuentro. Aquel equipo que pierda la serie queda relegado a la segunda división.
Campeonato: los ocho mejores equipos se emparejan en series al mejor de 5 partidos, con formato 2-2-1, donde el equipo mejor ubicado hace las veces de local en los primeros dos partidos y el eventual último encuentro. Los ganadores avanzan de fase, los perdedores pasan a la liguilla por el acceso a las copas internacionales. Los ganadores de los sucesivos emparejamientos avanzan hasta llegar a la final, la cual es con formato 2-2-1-1-1, el equipo mejor ubicado en la fase regular hace las veces de local en más partidos que su rival.
Liguilla: los equipos ubicados del noveno al decimosexto (9.° al 16.°) se emparejan en series al mejor de tres partidos, con formato 1-2, donde el equipo mejor ubicado hace las veces de local en el segundo y en el eventual último encuentro. Los ganadores avanzan de fase y los perdedores quedan eliminados del torneo. En la segunda ronda se suman aquellos equipos que quedaron eliminados de la eliminatoria por el campeonato.
Clasificación a competencias internacionales:
- Champions League: clasifican los dos finalistas, campeón y subcampeón más un tercer equipo estipulado bajo los conceptos de ranking presentado por FIBA.[3][2]
- Liga Sudamericana de Clubes: clasifican dos equipos, el campeón del Torneo Súper 20 2019 y el ubicado tercero en esta temporada de Liga Nacional.
- Torneo Interligas de Básquet: clasifican cuatro equipos, el cuarto en esta Liga Nacional y el ganador de la liguilla, el segundo en la liguilla y el tercero.[2]

### Formato post-pandemia
Una vez decidida la manera de reanudar la Liga Nacional, solo ocho equipos quedarían en competencia, el resto de los planteles finalizó su participación. Los ocho equipos iban a disputar play-offs para obtener el título de campeón. El formato se publicó el 4 de junio; los ocho mejores equipos disputarían dos cuadrangulares donde se enfrentarían todos contra todos. Los dos mejores de cada cuadrangular hubiesen accedido a los play-offs que consistían en semifinales, tercer puesto y final.

## Supercopa de La Liga
La Supercopa de La Liga, supercopa de la temporada 2018-2019, iba a ser el torneo oficial que enfrentara a los campeones vigentes de la Liga Nacional y del Torneo Súper 20. El campeón vigente de la Liga Nacional, San Lorenzo de Buenos Aires se hubiese enfrentado al campeón del Súper 20 de la temporada pasada, Quimsa. A diferencia de las ediciones anteriores, esta edición se hubiese jugado en dos partidos. El torneo fue programado pero no se disputó a raíz de la pandemia.
| 16 de marzo | Quimsa | vs. | San Lorenzo (BA) | Santiago del Estero      |
|             |        |     |                  |                          |
|             |        |     |                  | Pabellón: Estadio Ciudad |

| 5 de abril | San Lorenzo (BA) | vs. | Quimsa | Buenos Aires                          |
|            |                  |     |        |                                       |
|            |                  |     |        | Pabellón: Polideportivo Roberto Pando |

## Fase regular — Previo a la suspensión
Referencia: Sitio web oficial. pickandroll.com.ar
| Equipo | Equipo                                  | PJ | PG | PP | Pts |
| ------ | --------------------------------------- | -- | -- | -- | --- |
| 1.º    | Gimnasia y Esgrima (Comodoro Rivadavia) | 25 | 19 | 6  | 44  |
| 2.º    | Comunicaciones (Mercedes)               | 26 | 16 | 10 | 42  |
| 3.º    | Regatas Corrientes                      | 25 | 14 | 11 | 39  |
| 4.º    | Hispano Americano                       | 27 | 12 | 15 | 39  |
| 5.º    | Boca Juniors                            | 26 | 13 | 13 | 39  |
| 6.º    | San Lorenzo de Almagro (Buenos Aires)   | 21 | 17 | 4  | 38  |
| 7.º    | Ferro Carril Oeste (Buenos Aires)       | 24 | 14 | 10 | 38  |
| 8.º    | Quimsa                                  | 20 | 17 | 3  | 37  |
| 9.º    | Instituto                               | 22 | 15 | 7  | 37  |
| 10.º   | Weber Bahía                             | 26 | 11 | 15 | 37  |
| 11.º   | San Martín (Corrientes)                 | 23 | 13 | 10 | 36  |
| 12.º   | Obras Basket                            | 26 | 11 | 15 | 37  |
| 13.º   | Argentino (Junín)                       | 26 | 11 | 15 | 37  |
| 14.º   | Ciclista Olímpico                       | 24 | 12 | 12 | 36  |
| 15.º   | Peñarol                                 | 26 | 10 | 16 | 36  |
| 16.º   | Atenas                                  | 25 | 10 | 15 | 35  |
| 17.º   | La Unión de Formosa                     | 25 | 10 | 15 | 35  |
| 18.º   | Estudiantes Concordia                   | 26 | 7  | 19 | 33  |
| 19.º   | Platense                                | 24 | 8  | 16 | 32  |
| 20.º   | Libertad                                | 25 | 5  | 20 | 30  |

|  |                                                                          |
|  | Hubiese clasificado a los play-offs por el campeonato.                   |
|  | Hubiese clasificado a la liguilla para las competencias internacionales. |
|  | Hubiese dejado de competir en la temporada.                              |
|  | Hubiese clasificado a la serie por la permanencia.                       |

| Regatas Corrientes    | 89-92  | Gimnasia (CR)       | José Jorge Contte           | 9 de noviembre  | 21:30 |
| Platense              | 90-95  | San Lorenzo (BA)    | Estadio Obras Sanitarias    | 9 de noviembre  | 22:00 |
| Weber Bahía           | 99-109 | Hispano Americano   | Dow Center                  | 10 de noviembre | 20:00 |
| Comunicaciones (M)    | 95-76  | Atenas              | Comunicaciones              | 10 de noviembre | 21:00 |
| Ciclista Olímpico     | 71-55  | Libertad            | Vicente Rosales             | 10 de noviembre | 21:00 |
| Obras Basket          | 70-79  | Boca Juniors        | Obras Sanitarias            | 11 de noviembre | 20:00 |
| San Martín (C)        | 95-100 | Gimnasia (CR)       | Raúl Argentino Ortíz        | 11 de noviembre | 21:30 |
| Argentino (J)         | 77-72  | Regatas Corrientes  | El Fortín de las Morochas   | 12 de noviembre | 21:00 |
| Peñarol               | 79-76  | Hispano Americano   | Islas Malvinas              | 12 de noviembre | 21:00 |
| Estudiantes Concordia | 60-77  | Atenas              | El Gigante Verde            | 12 de noviembre | 21:30 |
| Quimsa                | 92-66  | Libertad            | Ciudad                      | 12 de noviembre | 22:00 |
| Comunicaciones (M)    | 79-63  | Instituto           | Comunicaciones              | 13 de noviembre | 21:00 |
| La Unión de Formosa   | 92-94  | Gimnasia (CR)       | Cincuentenario              | 13 de noviembre | 22:00 |
| Obras Basket          | 87-68  | Platense            | Obras Sanitarias            | 14 de noviembre | 20:00 |
| San Lorenzo (BA)      | 100-90 | Regatas Corrientes  | Polideportivo Roberto Pando | 14 de noviembre | 20:00 |
| Argentino (J)         | 89-88  | Hispano Americano   | El Fortín de las Morochas   | 14 de noviembre | 21:00 |
| Comunicaciones (M)    | 81-63  | Peñarol             | Comunicaciones              | 15 de noviembre | 21:30 |
| Estudiantes Concordia | 82-78  | Instituto           | El Gigante Verde            | 15 de noviembre | 21:30 |
| Quimsa                | 86-83  | Ciclista Olímpico   | Ciudad                      | 15 de noviembre | 22:00 |
| San Lorenzo (BA)      | 87-83  | Hispano Americano   | Polideportivo Roberto Pando | 16 de noviembre | 21:00 |
| San Martín (C)        | 89-76  | La Unión de Formosa | Raúl Argentino Ortíz        | 16 de noviembre | 21:30 |
| Gimnasia (CR)         | 99-87  | Boca Juniors        | Socios Fundadores           | 16 de noviembre | 21:30 |
| Libertad              | 62-92  | Instituto           | El Hogar de los Tigres      | 17 de noviembre | 20:00 |
| Estudiantes Concordia | 69-60  | Peñarol             | El Gigante Verde            | 17 de noviembre | 21:00 |

| Ferro (BA)            | 67-95  | Obras Basket        | Héctor Etchart                | 18 de noviembre | 20:00 |
| Atenas                | 93-97  | Quimsa              | Polideportivo Carlos Cerutti  | 18 de noviembre | 21:30 |
| Regatas Corrientes    | 97-75  | La Unión de Formosa | José Jorge Contte             | 18 de noviembre | 21:30 |
| Weber Bahía           | 88-63  | Argentino (J)       | Dow Center                    | 19 de noviembre | 20:30 |
| San Lorenzo (BA)      | 90-81  | Platense            | Polideportivo Roberto Pando   | 19 de noviembre | 21:00 |
| Gimnasia (CR)         | 84-75  | Comunicaciones (M)  | Socios Fundadores             | 19 de noviembre | 21:30 |
| Instituto             | 101-85 | Quimsa              | Ángel Sandrín                 | 20 de noviembre | 21:00 |
| Boca Juniors          | 76-86  | Comunicaciones (M)  | Luis Conde                    | 21 de noviembre | 20:00 |
| Hispano Americano     | 74-82  | Obras Basket        | Municipal Juan Bautista Rocha | 21 de noviembre | 21:00 |
| Regatas Corrientes    | 82-83  | Ferro (BA)          | José Jorge Contte             | 21 de noviembre | 21:00 |
| Peñarol               | 85-82  | Argentino (J)       | Islas Malvinas                | 21 de noviembre | 21:00 |
| La Unión de Formosa   | 95-81  | San Martín (C)      | Cincuentenario                | 21 de noviembre | 22:00 |
| Estudiantes Concordia | 67-65  | San Lorenzo (BA)    | El Gigante Verde              | 22 de noviembre | 21:00 |
| Libertad              | 74-79  | Quimsa              | El Hogar de los Tigres        | 22 de noviembre | 21:30 |
| Peñarol               | 93-92  | Atenas              | Islas Malvinas                | 23 de noviembre | 20:00 |
| San Martín (C)        | 75-67  | Ferro (BA)          | Raúl Argentino Ortíz          | 23 de noviembre | 21:30 |
| Comunicaciones (M)    | 87-99  | San Lorenzo (BA)    | Comunicaciones                | 24 de noviembre | 21:00 |
| Gimnasia (CR)         | 100-89 | Weber Bahía         | Socios Fundadores             | 24 de noviembre | 21:30 |

| Obras Basket        | 90-60  | Libertad              | Obras Sanitarias              | 25 de noviembre | 20:00 |
| Boca Juniors        | 94-67  | Atenas                | Luis Conde                    | 25 de noviembre | 21:00 |
| Argentino (J)       | 89-78  | Ciclista Olímpico     | El Fortín de las Morochas     | 25 de noviembre | 21:00 |
| La Unión de Formosa | 65-74  | Ferro (BA)            | Cincuentenario                | 25 de noviembre | 22:00 |
| Platense            | 80-74  | Peñarol               | Obras Sanitarias              | 26 de noviembre | 21:00 |
| Obras Basket        | 79-85  | Ciclista Olímpico     | Obras Sanitarias              | 27 de noviembre | 21:00 |
| Hispano Americano   | 87-67  | Libertad              | Municipal Juan Bautista Rocha | 27 de noviembre | 21:00 |
| La Unión de Formosa | 70-61  | Estudiantes Concordia | Cincuentenario                | 27 de noviembre | 22:00 |
| Boca Juniors        | 77-74  | Peñarol               | Luis Conde                    | 28 de noviembre | 20:00 |
| Instituto           | 80-70  | Argentino (J)         | Ángel Sandrín                 | 29 de noviembre | 21:00 |
| Hispano Americano   | 100-86 | Comunicaciones (M)    | Municipal Juan Bautista Rocha | 29 de noviembre | 21:00 |
| Regatas Corrientes  | 76-68  | Estudiantes Concordia | José Jorge Contte             | 29 de noviembre | 21:30 |
| Weber Bahía         | 98-87  | Platense              | Dow Center                    | 30 de noviembre | 20:30 |
| Ferro (BA)          | 83-76  | Comunicaciones (M)    | Héctor Etchart                | 1 de diciembre  | 20:00 |
| Ciclista Olímpico   | 83-73  | Gimnasia (CR)         | Vicente Rosales               | 1 de diciembre  | 21:00 |
| Atenas              | 83-79  | Argentino (J)         | Polideportivo Carlos Cerutti  | 1 de diciembre  | 21:30 |
| San Martín (C)      | 80-66  | Estudiantes Concordia | Raúl Argentino Ortíz          | 1 de diciembre  | 21:30 |

| Weber Bahía           | 86-93  | Obras Basket        | Dow Center                    | 2 de diciembre | 20:30 |
| Hispano Americano     | 72-67  | San Lorenzo (BA)    | Municipal Juan Bautista Rocha | 2 de diciembre | 21:00 |
| Peñarol               | 67-74  | Platense            | Islas Malvinas                | 2 de diciembre | 21:00 |
| La Unión de Formosa   | 84-92  | Instituto           | Cincuentenario                | 2 de diciembre | 22:00 |
| Libertad              | 67-91  | Boca Juniors        | El Hogar de los Tigres        | 3 de diciembre | 21:30 |
| Quimsa                | 64-61  | Gimnasia (CR)       | Ciudad                        | 3 de diciembre | 22:00 |
| San Martín (C)        | 80-83  | Instituto           | Raúl Argentino Ortíz          | 4 de diciembre | 21:30 |
| San Lorenzo (BA)      | 106-94 | Obras Basket        | Polideportivo Roberto Pando   | 5 de diciembre | 21:00 |
| Platense              | 71-64  | Ferro (BA)          | Obras Sanitarias              | 5 de diciembre | 21:00 |
| Comunicaciones (M)    | 96-78  | La Unión de Formosa | Comunicaciones                | 5 de diciembre | 21:30 |
| Argentino (J)         | 90-78  | Quimsa              | El Fortín de las Morochas     | 6 de diciembre | 21:00 |
| Peñarol               | 86-74  | Weber Bahía         | Islas Malvinas                | 6 de diciembre | 21:00 |
| Regatas Corrientes    | 71-69  | Instituto           | José Jorge Contte             | 6 de diciembre | 21:30 |
| Boca Juniors          | 81-62  | Hispano Americano   | Luis Conde                    | 7 de diciembre | 21:00 |
| Estudiantes Concordia | 89-80  | La Unión de Formosa | El Gigante Verde              | 7 de diciembre | 21:30 |
| Ferro (BA)            | 77-83  | San Lorenzo (BA)    | Héctor Etchart                | 8 de diciembre | 13:00 |
| Platense              | 78-90  | Quimsa              | Obras Sanitarias              | 8 de diciembre | 21:00 |

| Weber Bahía         | 106-98 | Comunicaciones (M)    | Dow Center                    | 9 de diciembre  | 20:30 |
| Atenas              | 90-94  | Hispano Americano     | Polideportivo Carlos Cerutti  | 9 de diciembre  | 21:30 |
| Gimnasia (CR)       | 88-82  | Obras Basket          | Socios Fundadores             | 9 de diciembre  | 21:30 |
| Libertad            | 90-88  | Ciclista Olímpico     | El Hogar de los Tigres        | 9 de diciembre  | 21:30 |
| Ferro (BA)          | 89-69  | Argentino (J)         | Héctor Etchart                | 10 de diciembre | 21:00 |
| San Martín (C)      | 78-68  | Regatas Corrientes    | Raúl Argentino Ortíz          | 10 de diciembre | 21:00 |
| Instituto           | 77-72  | Hispano Americano     | Ángel Sandrín                 | 11 de diciembre | 21:00 |
| Peñarol             | 81-89  | Comunicaciones (M)    | Islas Malvinas                | 11 de diciembre | 21:00 |
| Quimsa              | 79-68  | Estudiantes Concordia | Ciudad                        | 11 de diciembre | 22:00 |
| La Unión de Formosa | 86-83  | San Lorenzo (BA)      | Cincuentenario                | 11 de diciembre | 22:00 |
| Obras Basket        | 89-90  | Argentino (J)         | Obras Sanitarias              | 12 de diciembre | 20:00 |
| Gimnasia (CR)       | 103-68 | Platense              | Socios Fundadores             | 12 de diciembre | 21:30 |
| Ciclista Olímpico   | 92-67  | Estudiantes Concordia | Vicente Rosales               | 13 de diciembre | 22:00 |
| La Unión de Formosa | 86-74  | Boca Juniors          | Cincuentenario                | 13 de diciembre | 22:00 |
| San Lorenzo (BA)    | 97-73  | Argentino (J)         | Polideportivo Roberto Pando   | 14 de diciembre | 13:00 |
| Instituto           | 106-95 | Weber Bahía           | Ángel Sandrín                 | 14 de diciembre | 20:00 |
| Hispano Americano   | 78-79  | Regatas Corrientes    | Municipal Juan Bautista Rocha | 14 de diciembre | 21:00 |
| Libertad            | 88-86  | Estudiantes Concordia | El Hogar de los Tigres        | 15 de diciembre | 20:00 |

| Boca Juniors          | 68-69 | Ferro (BA)          | Luis Conde                    | 16 de diciembre | 21:00 |
| Platense              | 83-79 | Regatas Corrientes  | Obras Sanitarias              | 16 de diciembre | 21:00 |
| Comunicaciones (M)    | 81-86 | San Martín (C)      | Comunicaciones                | 16 de diciembre | 21:00 |
| Atenas                | 96-55 | Weber Bahía         | Polideportivo Carlos Cerutti  | 16 de diciembre | 21:30 |
| Obras Basket          | 75-78 | Peñarol             | Obras Sanitarias              | 17 de diciembre | 21:00 |
| Ciclista Olímpico     | 77-82 | La Unión de Formosa | Vicente Rosales               | 17 de diciembre | 22:00 |
| Ferro (BA)            | 78-69 | Regatas Corrientes  | Héctor Etchart                | 18 de diciembre | 21:00 |
| Estudiantes Concordia | 55-65 | San Martín (C)      | El Gigante Verde              | 18 de diciembre | 21:30 |
| Argentino (J)         | 88-80 | Atenas              | El Fortín de las Morochas     | 19 de diciembre | 21:00 |
| Quimsa                | 97-91 | La Unión de Formosa | Ciudad                        | 19 de diciembre | 22:00 |
| Comunicaciones (M)    | 82-70 | Ciclista Olímpico   | Comunicaciones                | 20 de diciembre | 21:00 |
| Gimnasia (CR)         | 85-76 | Peñarol             | Socios Fundadores             | 20 de diciembre | 21:00 |
| Libertad              | 75-72 | San Martín (C)      | El Hogar de los Tigres        | 20 de diciembre | 21:30 |
| Weber Bahía           | 90-85 | Atenas              | Dow Center                    | 21 de diciembre | 20:30 |
| Boca Juniors          | 76-71 | Platense            | Luis Conde                    | 21 de diciembre | 21:00 |
| Hispano Americano     | 69-73 | Ferro (BA)          | Municipal Juan Bautista Rocha | 21 de diciembre | 21:00 |
| Estudiantes Concordia | 63-68 | Ciclista Olímpico   | El Gigante Verde              | 22 de diciembre | 21:00 |

| 23/12 a 6/1, semanas del receso estival. |
| ---------------------------------------- |

| Regatas Corrientes  | 92-82  | Libertad              | José Jorge Contte             | 7 de enero  | 21:30 |
| San Lorenzo (BA)    | 68-66  | Boca Juniors          | Polideportivo Roberto Pando   | 7 de enero  | 22:00 |
| Hispano Americano   | 66-67  | Platense              | Municipal Juan Bautista Rocha | 8 de enero  | 21:00 |
| Atenas              | 92-88  | Instituto             | Polideportivo Carlos Cerutti  | 8 de enero  | 21:30 |
| San Lorenzo (BA)    | 74-70  | Ferro (BA)            | Polideportivo Roberto Pando   | 9 de enero  | 21:00 |
| San Martín (C)      | 89-74  | Libertad              | El Fortín Rojinegro           | 9 de enero  | 21:30 |
| Instituto           | 76-68  | Boca Juniors          | Ángel Sandrín                 | 10 de enero | 21:00 |
| Argentino (J)       | 84-93  | Comunicaciones (M)    | El Fortín de las Morochas     | 10 de enero | 21:00 |
| Quimsa              | 93-89  | Regatas Corrientes    | Ciudad                        | 10 de enero | 22:00 |
| Weber Bahía         | 92-87  | Peñarol               | Dow Center                    | 11 de enero | 20:30 |
| Gimnasia (CR)       | 70-54  | Estudiantes Concordia | Socios Fundadores             | 11 de enero | 21:30 |
| La Unión de Formosa | 103-72 | Libertad              | Polideportivo Cincuentenario  | 11 de enero | 21:30 |
| Obras Basket        | 76-114 | Comunicaciones (M)    | Obras Sanitarias              | 12 de enero | 20:00 |
| Ciclista Olímpico   | 83-87  | Regatas Corrientes    | Vicente Rosales               | 12 de enero | 21:00 |
| Atenas              | 74-83  | Boca Juniors          | Arena Carlos Paz              | 12 de enero | 21:30 |

| Hispano Americano     | 67-66  | Estudiantes Concordia | Municipal Juan Bautista Rocha | 13 de enero | 21:00 |
| Platense              | 93-75  | San Martín (C)        | Obras Sanitarias              | 14 de enero | 21:00 |
| Boca Juniors          | 86-74  | Estudiantes Concordia | Microestadio Luis Conde       | 15 de enero | 21:00 |
| Weber Bahía           | 92-91  | Gimnasia (CR)         | Dow Center                    | 15 de enero | 21:00 |
| Argentino (J)         | 60-76  | San Martín (C)        | El Fortín de las Morochas     | 16 de enero | 21:30 |
| Ferro (BA)            | 82-71  | Platense              | Héctor Etchart                | 16 de enero | 22:00 |
| Peñarol               | 109-83 | Gimnasia (CR)         | Islas Malvinas                | 17 de enero | 21:00 |
| Libertad              | 68-72  | Atenas                | El Hogar de los Tigres        | 17 de enero | 21:30 |
| La Unión de Formosa   | 87-89  | Obras Basket          | Cincuentenario                | 17 de enero | 22:00 |
| Weber Bahía           | 93-80  | Ciclista Olímpico     | Dow Center                    | 18 de enero | 21:00 |
| Estudiantes Concordia | 88-84  | Hispano Americano     | El Gigante Verde              | 18 de enero | 21:30 |
| La Unión de Formosa   | 80-73  | Atenas                | Polideportivo Cincuentenario  | 19 de enero | 21:30 |
| Regatas Corrientes    | 92-86  | Obras Basket          | José Jorge Contte             | 19 de enero | 21:30 |

| Comunicaciones (M)    | 100-82 | Hispano Americano | Comunicaciones         | 20 de enero | 21:00 |
| Peñarol               | 99-78  | Ciclista Olímpico | Islas Malvinas         | 20 de enero | 22:00 |
| Estudiantes Concordia | 64-72  | Argentino (J)     | El Gigante Verde       | 21 de enero | 21:30 |
| San Martín (C)        | 85-66  | Obras Basket      | El Fortín Rojinegro    | 21 de enero | 21:30 |
| Ferro (BA)            | 88-79  | Boca Juniors      | Héctor Etchart         | 22 de enero | 20:00 |
| Libertad              | 78-73  | Hispano Americano | El Hogar de los Tigres | 22 de enero | 21:30 |
| Comunicaciones (M)    | 85-61  | Argentino (J)     | Comunicaciones         | 23 de enero | 21:00 |

| 24 y 25 de enero, Final Four del Súper 20. |
| ------------------------------------------ |

| Weber Bahía           | 87-82   | La Unión de Formosa   | Dow Center                    | 24 de enero  | 21:00 |
| Peñarol               | 92-72   | Estudiantes Concordia | Islas Malvinas                | 24 de enero  | 21:00 |
| Platense              | 79-97   | Hispano Americano     | Obras Sanitarias              | 24 de enero  | 21:00 |
| Ferro (BA)            | 78-72   | Estudiantes Concordia | Héctor Etchart                | 26 de enero  | 20:00 |
| Peñarol               | 97-82   | La Unión de Formosa   | Islas Malvinas                | 26 de enero  | 21:00 |
| Argentino (J)         | 82-74   | Boca Juniors          | El Fortín de las Morochas     | 26 de enero  | 21:30 |
| Atenas                | 77-69   | Libertad              | Arena Carlos Paz              | 26 de enero  | 21:30 |
| Gimnasia (CR)         | 87-91   | Quimsa                | Socios Fundadores             | 27 de enero  | 21:30 |
| Regatas Corrientes    | 110-81  | Weber Bahía           | José Jorge Contte             | 27 de enero  | 21:30 |
| Obras Basket          | 103-75  | Estudiantes Concordia | Obras Sanitarias              | 28 de enero  | 20:00 |
| Instituto             | 82-61   | Libertad              | Ángel Sandrín                 | 28 de enero  | 21:00 |
| Platense              | 57-48   | Boca Juniors          | Obras Sanitarias              | 29 de enero  | 21:00 |
| Argentino (J)         | 71-97   | San Lorenzo (BA)      | El Fortín de las Morochas     | 29 de enero  | 21:30 |
| San Martín (C)        | 95-66   | Weber Bahía           | El Fortín Rojinegro           | 29 de enero  | 21:30 |
| Ciclista Olímpico     | 83-79   | Peñarol               | Vicente Rosales               | 29 de enero  | 22:00 |
| Obras Basket          | 101-76  | Atenas                | Obras Sanitarias              | 30 de enero  | 22:00 |
| Libertad              | 70-80   | San Lorenzo (BA)      | El Hogar de los Tigres        | 31 de enero  | 20:00 |
| Estudiantes Concordia | 74-81   | Comunicaciones (M)    | El Gigante Verde              | 31 de enero  | 21:30 |
| La Unión de Formosa   | 107-93  | Weber Bahía           | Cincuentenario                | 31 de enero  | 22:00 |
| Quimsa                | 107-102 | Peñarol               | Ciudad                        | 31 de enero  | 22:00 |
| Hispano Americano     | 75-83   | Atenas                | Municipal Juan Bautista Rocha | 1 de febrero | 21:00 |
| Ciclista Olímpico     | 92-81   | Argentino (J)         | Vicente Rosales               | 1 de febrero | 22:00 |
| Libertad              | 72-79   | Comunicaciones (M)    | El Hogar de los Tigres        | 2 de febrero | 21:00 |
| Gimnasia (CR)         | 88-84   | Ferro (BA)            | Socios Fundadores             | 2 de febrero | 21:30 |

| Weber Bahía           | 116-115 | San Martín (C)     | Dow Center                    | 3 de febrero | 21:00 |
| Boca Juniors          | 71-93   | Instituto          | Luis Conde                    | 3 de febrero | 21:00 |
| La Unión de Formosa   | 70-89   | Regatas Corrientes | Cincuentenario                | 3 de febrero | 22:00 |
| Quimsa                | 102-92  | Argentino (J)      | Ciudad                        | 3 de febrero | 22:00 |
| Gimnasia (CR)         | 81-61   | Ciclista Olímpico  | Socios Fundadores             | 4 de febrero | 21:30 |
| Peñarol               | 95-102  | San Martín (C)     | Islas Malvinas                | 5 de febrero | 21:00 |
| Platense              | 58-74   | Instituto          | Obras Sanitarias              | 5 de febrero | 21:00 |
| Libertad              | 67-70   | Argentino (J)      | El Hogar de los Tigres        | 5 de febrero | 21:30 |
| Estudiantes Concordia | 66-63   | Obras Sanitarias   | El Gigante Verde              | 5 de febrero | 21:30 |
| Boca Juniors          | 71-66   | Ciclista Olímpico  | Luis Conde                    | 6 de febrero | 21:00 |
| Regatas Corrientes    | 90-83   | Atenas             | José Jorge Contte             | 6 de febrero | 21:30 |
| Hispano Americano     | 80-78   | Instituto          | Municipal Juan Bautista Rocha | 7 de febrero | 21:00 |
| Comunicaciones (M)    | 72-80   | Obras Basket       | Comunicaciones                | 7 de febrero | 21:00 |
| Ferro (BA)            | 77-95   | Ciclista Olímpico  | Héctor Etchart                | 8 de febrero | 11:00 |
| San Martín (C)        | 71-89   | Atenas             | Raúl Argentino Ortíz          | 8 de febrero | 21:30 |
| Weber Bahía           | 97-95   | Boca Juniors       | Dow Center                    | 9 de febrero | 21:00 |
| Quimsa                | 102-77  | Platense           | Ciudad                        | 9 de febrero | 21:00 |

| Argentino (J)         | 68-86  | Ferro (BA)          | El Fortín de las Morochas     | 11 de febrero | 21:30 |
| Atenas                | 68-81  | Gimnasia (CR)       | Polideportivo Carlos Cerutti  | 11 de febrero | 21:30 |
| Libertad              | 81-80  | La Unión de Formosa | El Hogar de los Tigres        | 11 de febrero | 21:30 |
| Ciclista Olímpico     | 88-70  | Platense            | Vicente Rosales               | 11 de febrero | 22:00 |
| Obras Basket          | 106-98 | Weber Bahía         | Obras Sanitarias              | 12 de febrero | 20:00 |
| Hispano Americano     | 115-97 | Peñarol             | Municipal Juan Bautista Rocha | 12 de febrero | 21:00 |
| Estudiantes Concordia | 86-97  | Quimsa              | El Gigante Verde              | 12 de febrero | 21:30 |
| Regatas Corrientes    | 84-78  | San Martín (C)      | José Jorge Contte             | 12 de febrero | 21:30 |
| Instituto             | 73-88  | Gimnasia (CR)       | Ángel Sandrín                 | 13 de febrero | 21:00 |
| Atenas                | 97-82  | La Unión de Formosa | Polideportivo Carlos Cerutti  | 13 de febrero | 21:30 |
| Comunicaciones (M)    | 89-63  | Quimsa              | Comunicaciones                | 14 de febrero | 21:00 |
| Ferro (BA)            | 106-58 | Libertad            | Héctor Etchart                | 14 de febrero | 21:00 |
| Platense              | 85-100 | Weber Bahía         | Obras Sanitarias              | 14 de febrero | 21:00 |
| San Lorenzo (BA)      | 98-87  | Peñarol             | Polideportivo Roberto Pando   | 14 de febrero | 21:00 |
| Boca Juniors          | 79-70  | Obras Sanitarias    | Luis Conde                    | 15 de febrero | 11:00 |
| Instituto             | 70-61  | La Unión de Formosa | Ángel Sandrín                 | 15 de febrero | 21:00 |
| Ferro (BA)            | 80-69  | Peñarol             | Héctor Etchart                | 16 de febrero | 20:00 |
| San Lorenzo (BA)      | 109-94 | Weber Bahía         | Polideportivo Roberto Pando   | 16 de febrero | 21:00 |
| Gimnasia (CR)         | 99-80  | Libertad            | Socios Fundadores             | 16 de febrero | 21:30 |
| Regatas Corrientes    | 84-98  | Quimsa              | José Jorge Contte             | 16 de febrero | 21:30 |

| 17/02 a 25/02, receso por la Clasificación para la AmeriCup 2021. |
| ----------------------------------------------------------------- |

| Instituto             | 82-61   | Atenas             | Ángel Sandrín             | 26 de febrero | 21:00 |
| Comunicaciones (M)    | 93-60   | Boca Juniors       | Comunicaciones            | 26 de febrero | 21:00 |
| Argentino (J)         | 87-78   | Platense           | El Fortín de las Morochas | 26 de febrero | 21:30 |
| Quimsa                | 107-81  | Obras Basket       | Ciudad                    | 26 de febrero | 22:00 |
| Hispano Americano     | 93-92   | Gimnasia (CR)      | Juan Bautista Rocha       | 27 de febrero | 21:00 |
| Peñarol               | 73-74   | San Lorenzo (BA)   | Islas Malvinas            | 27 de febrero | 21:00 |
| Estudiantes Concordia | 68-82   | Boca Juniors       | El Gigante Verde          | 28 de febrero | 21:30 |
| Ciclista Olímpico     | 91-89   | Obras Basket       | Vicente Rosales           | 28 de febrero | 22:00 |
| Weber Bahía           | 103-113 | San Lorenzo (BA)   | Dow Center                | 29 de febrero | 21:00 |
| Platense              | 63-69   | Gimnasia (CR)      | Obras Sanitarias          | 29 de febrero | 21:00 |
| Regatas Corrientes    | 80-75   | Comunicaciones (M) | José Jorge Contte         | 29 de febrero | 21:30 |
| Ferro (BA)            | 69-74   | Instituto          | Héctor Etchart            | 1 de marzo    | 20:00 |
| Quimsa                | 90-67   | Atenas             | Ciudad                    | 1 de marzo    | 21:00 |

| Obras Basket          | 84-91  | Gimnasia (CR)      | Obras Sanitarias              | 2 de marzo | 20:00 |
| Hispano Americano     | 96-73  | Argentino (J)      | Municipal Juan Bautista Rocha | 2 de marzo | 21:00 |
| San Martín (C)        | 72-70  | Comunicaciones (M) | Raúl Argentino Ortíz          | 2 de marzo | 21:30 |
| Ciclista Olímpico     | 100-70 | Atenas             | Vicente Rosales               | 2 de marzo | 22:00 |
| San Lorenzo (BA)      | 79-84  | Instituto          | Polideportivo Roberto Pando   | 3 de marzo | 21:30 |
| Boca Juniors          | 80-79  | Argentino (J)      | Microestadio Luis Conde       | 4 de marzo | 21:00 |
| Libertad              | 71-87  | Regatas Corrientes | El Hogar de los Tigres        | 4 de marzo | 21:30 |
| Quimsa                | 96-92  | Ferro (BA)         | Ciudad                        | 4 de marzo | 22:00 |
| La Unión de Formosa   | 80-78  | Comunicaciones (M) | Cincuentenario                | 4 de marzo | 22:00 |
| Obras Basket          | 92-69  | Instituto          | Obras Sanitarias              | 5 de marzo | 20:00 |
| San Lorenzo (BA)      | 74-72  | San Martín (C)     | Polideportivo Roberto Pando   | 5 de marzo | 21:00 |
| Gimnasia (CR)         | 94-68  | Hispano Americano  | Socios Fundadores             | 5 de marzo | 21:30 |
| Estudiantes Concordia | 73-69  | Regatas Corrientes | El Gigante Verde              | 6 de marzo | 21:30 |
| Ciclista Olímpico     | 83-86  | Ferro (BA)         | Vicente Rosales               | 6 de marzo | 22:00 |
| Boca Juniors          | 87-98  | San Martín (C)     | Microestadio Luis Conde       | 7 de marzo | 11:00 |
| Libertad              | 76-80  | Peñarol            | El Hogar de los Tigres        | 8 de marzo | 20:00 |
| Hispano Americano     | 103-99 | Weber Bahía        | Municipal Juan Bautista Rocha | 8 de marzo | 21:00 |
| Comunicaciones (M)    | 96-86  | Regatas Corrientes | Comunicaciones                | 8 de marzo | 21:00 |

| Platense              | 80-76   | Ciclista Olímpico   | Obras Sanitarias              | 9 de marzo  | 21:30 |
| Gimnasia (CR)         | 89-76   | San Martín (C)      | Socios Fundadores             | 9 de marzo  | 21:30 |
| Ferro (BA)            | 82-83   | Weber Bahía         | Héctor Etchart                | 10 de marzo | 21:00 |
| Atenas                | 90-71   | Peñarol             | Polideportivo Carlos Cerutti  | 10 de marzo | 21:30 |
| Hispano Americano     | 115-119 | Ciclista Olímpico   | Municipal Juan Bautista Rocha | 11 de marzo | 21:00 |
| Boca Juniors          | 94-88   | Weber Bahía         | Luis Conde                    | 12 de marzo | 21:00 |
| Platense              | 89-92   | La Unión de Formosa | Héctor Etchart                | 12 de marzo | 21:00 |
| Argentino (J)         | 80-69   | Obras Basket        | El Fortín de las Morochas     | 12 de marzo | 21:30 |
| Peñarol               | 95-87   | Regatas Corrientes  | Islas Malvinas                | 13 de marzo | 21:05 |
| Estudiantes Concordia | 55-64   | Libertad            | El Gigante Verde              | 13 de marzo | 21:30 |

| 14 de marzo, suspensión de la temporada por el coronavirus. |
| ----------------------------------------------------------- |

## Desarrollo del torneo posterior a la suspensión
Clasificaban los ocho mejores equipos al momento de la suspensión del torneo. Para seleccionar a los ocho mejores equipos se utilizó la tabla de porcentajes de victorias-partidos jugados al momento de la suspensión. Este formato se oficializó el 4 de junio de 2020, pero aún resta la aprobación de las autoridades deportivas nacionales para poder desarrollarlo.
Tabla de posiciones al momento de la suspensión.
Equipos ordenados según el porcentaje de victorias-partidos jugados al momento de la suspensión.
| Equipo | Equipo                                  | PJ | PG | PP | Pts | %    |
| ------ | --------------------------------------- | -- | -- | -- | --- | ---- |
| 1.º    | Quimsa                                  | 20 | 17 | 3  | 37  | 85,7 |
| 2.º    | San Lorenzo de Almagro (Buenos Aires)   | 21 | 17 | 4  | 38  | 81,0 |
| 3.º    | Gimnasia y Esgrima (Comodoro Rivadavia) | 25 | 19 | 6  | 44  | 76,0 |
| 4.º    | Instituto                               | 22 | 15 | 7  | 37  | 68,2 |
| 5.º    | Comunicaciones (Mercedes)               | 26 | 16 | 10 | 42  | 61,5 |
| 6.º    | Ferro Carril Oeste (Buenos Aires)       | 24 | 14 | 10 | 38  | 58,3 |
| 7.º    | San Martín (Corrientes)                 | 23 | 13 | 10 | 36  | 56,5 |
| 8.º    | Regatas Corrientes                      | 25 | 14 | 11 | 39  | 52,0 |
| 9.º    | Boca Juniors                            | 26 | 13 | 13 | 39  | 50,0 |
| 10.º   | Ciclista Olímpico                       | 24 | 12 | 12 | 36  | 50,0 |
| 11.º   | Weber Bahía                             | 26 | 11 | 15 | 37  | 46,2 |
| 12.º   | Hispano Americano                       | 27 | 12 | 15 | 39  | 44,4 |
| 13.º   | Argentino (Junín)                       | 26 | 11 | 15 | 37  | 42,3 |
| 14.º   | Obras Basket                            | 26 | 11 | 15 | 37  | 42,3 |
| 15.º   | Peñarol                                 | 26 | 10 | 16 | 36  | 40,7 |
| 16.º   | Atenas                                  | 25 | 10 | 15 | 35  | 40,0 |
| 17.º   | La Unión de Formosa                     | 25 | 10 | 15 | 35  | 40,0 |
| 18.º   | Platense                                | 24 | 8  | 16 | 32  | 33,3 |
| 19.º   | Estudiantes Concordia                   | 26 | 7  | 19 | 33  | 25,9 |
| 20.º   | Libertad                                | 25 | 5  | 20 | 30  | 23,1 |

|  |                                                     |
|  | Equipo seleccionado para la reanudación del torneo. |

| Equipo                    | PJ | PG | PP | Pts |
| ------------------------- | -- | -- | -- | --- |
| Quimsa                    |    |    |    |     |
| Instituto                 |    |    |    |     |
| Comunicaciones (Mercedes) |    |    |    |     |
| Regatas Corrientes        |    |    |    |     |

| Equipo                        | PJ | PG | PP | Pts |
| ----------------------------- | -- | -- | -- | --- |
| San Lorenzo (Buenos Aires)    |    |    |    |     |
| Gimnasia (Comodoro Rivadavia) |    |    |    |     |
| Ferro (Buenos Aires)          |    |    |    |     |
| San Martín (Corrientes)       |    |    |    |     |

|  |                           |
|  | Clasificaban a play-offs. |

Play-offs
|  | Semifinales | Semifinales | Semifinales |  |  | Final        | Final        | Final        |  |
|  |             |             |             |  |  |              |              |              |  |
|  |             |             |             |  |  |              |              |              |  |
|  | 1.° A       |             |             |  |  |              |              |              |  |
|  |             |             |             |  |  |              |              |              |  |
|  | 2.° B       |             |             |  |  |              |              |              |  |
|  |             |             |             |  |  |              |              |              |  |
|  |             |             |             |  |  |              |              |              |  |
|  |             |             |             |  |  |              |              |              |  |
|  | 1.° B       |             |             |  |  |              |              |              |  |
|  |             |             |             |  |  |              |              |              |  |
|  | 2.° A       |             |             |  |  | Tercer lugar | Tercer lugar | Tercer lugar |  |
|  | 2.° A       |             |             |  |  | Tercer lugar | Tercer lugar | Tercer lugar |  |
|  |             |             |             |  |  |              |              |              |  |
|  |             |             |             |  |  |              |              |              |  |
|  |             |             |             |  |  |              |              |              |  |
|  |             |             |             |  |  |              |              |              |  |
|  |             |             |             |  |  |              |              |              |  |
|  |             |             |             |  |  |              |              |              |  |

## Estadísticas individuales
Estadísticas ordenadas por promedio.
Al momento de la suspensión (14 de marzo)
| Mayor eficiencia Kevin Hernández (Ferro (BA)) (24 PJ, 540 pts, 22,5 %) Anthony Young (La Unión de Formosa) (25 PJ, 512 pts, 20,5 %) Horace Spencer III (Atenas) (25 PJ, 497 pts, 19,9 %) Le'Bryan Nash (Peñarol) (13 PJ, 250 pts, 19,2 %) Caio Pacheco (Weber Bahía) (21 PJ, 403 pts, 19,2 %) Más puntos Le'Bryan Nash (Peñarol) (13 PJ, 258 pts, 19,8 %) Caio Pacheco (Weber Bahía) (21 PJ, 408 pts, 19,4 %) Kelsey Barlow (Hispano Americano) (27 PJ, 507 pts, 18,8 %) Anthony Young (La Unión de Formosa) (25 PJ, 463 pts, 18,5 %) Brandon Robinson (Quimsa) (21 PJ, 385 pts, 18,3 %) Más rebotes (ordenados según promedio de total de rebotes) Horace Spencer III (Atenas) (25 PJ; 290 RT; 180 RD; 7,2 %RD; 110 RO; 4,4 %RO) Justin Williams (San Lorenzo (BA)) (18 PJ; 180 RT; 130 RD; 7,2 %RD; 50 RO; 2,8 %RO) Miguel Ruíz (Platense) (22 PJ; 198 RT; RD; %RD; 8,1 RO; 3,7 %RO) Kevin Hernández (Ferro (BA)) (24 PJ; 212 RT; 159 RD; 6,6 %RD; RO; %RO) Torin Francis (La Unión de Formosa) (25 PJ; 207 RT; 140 RD; 5,6 %RD; 67 RO; 2,7 %RO) | Más asistencias Caio Pacheco (Weber Bahía) (21 PJ; 126 as; 6,0 %as) Pedro Barral (Obras Basket) (25 PJ; 141 as; 5,6 %as) Leandro Vildoza (Regatas Corrientes) (25 PJ; 118 as; 4,7 %as) Gaby Belardo (Peñarol) (12 PJ; 56 as; 4,7 %as) Juan Brussino (Quimsa) (21 PJ; 97 as; 4,6 %as) Más tapas/bloqueos Justin Williams (San Lorenzo (BA)) (18 PJ; 43 t; 2,4 %t) Kevin Hernández (Ferro (BA)) (24 PJ; 33 t; 1,4 %t) Horace Spencer III (Atenas) (25 PJ; 34 t; 1,4 %t) Olajide Keshinro (Hispano Americano) (21 PJ; 26 t; 1,2 %t) Sam Clancy, Jr. (Instituto) (22 PJ; 24 t; 1,1 %t) Más robos Alexis Elsener (La Unión de Formosa) (25 PJ; 51 rob; 2,0 %rob) Sebastián Vega (Gimnasia (CR)) (21 PJ; 38 rob; 1,8 %rob) Andrés Lugli (Libertad) (26 PJ; 46 rob; 1,8 %rob) Gastón García (San Martín (C)) (23 PJ; 39 rob; 1,7 %rob) Kelsey Barlow (Hispano Americano) (27 PJ; 45 rob; 1,7 %rob) |